# Stilbia anomalata
Stilbia anomalata är en fjärilsart som beskrevs av Stephens 1829. Stilbia anomalata ingår i släktet Stilbia och familjen nattflyn. Inga underarter finns listade i Catalogue of Life.